# Шведов, Владислав Владимирович
Владислав Владимирович Шведов (род. 2 мая 1970) — советский и российский хоккеист, защитник.

## Биография
На юношеском уровне играл за «Торпедо» Горький, в сезоне 1987/88 перешёл в «Торпедо» Ярославль, ща которое дебютировал в переходном турнире. По ходу сезона вернулся в «Торпедо» Нижний Новгород. Затем выступал за «Дизелист» / «Дизель» Пенза (1996/97 — 1998/99, 1999/2000 — 2001/02), «Нефтяник» Альметьевск (1998/99).
В чемпионате СССР — МХЛ — РХЛ провёл 10 сезонов (1988/89 — 1997/98).